# Archie Stout
Archibald „Archie“ Stout (* 30. März 1886 in Renwick, Iowa; † 10. März 1973 in Los Angeles, Kalifornien) war ein US-amerikanischer Kameramann.

## Biografie
Bevor Stout beim Film tätig wurde, arbeitete er in verschiedenen Berufen, z. B. als Manager eines Gasthofs, Makler und Wildhüter. 1914 wurde er Kameraassistent in Mack Sennetts Filmstudio und schaffte es nach ein paar Jahren zum einfachen Kameramann. Er wirkte in dieser Zeit bei einigen höherklassigen Produktionen wie Cecil B. DeMilles Die Zehn Gebote mit. Ab 1928 war er Chefkameramann, meist bei zweitklassigen Westernproduktionen. Dies änderte sich, nachdem er René Clairs Es geschah morgen und Douglas Sirks Sommerstürme fotografiert hatte.
1947 wurde er von John Ford, mit dem er bereits in den 1930er Jahren zusammengearbeitet hatte, für Bis zum letzten Mann mit John Wayne in der Hauptrolle engagiert. Beide setzten nach dem Film ihre Zusammenarbeit fort. Es kam mitunter auch vor, dass Stout Filme mit Wayne in der Hauptrolle fotografierte, bei denen Ford nicht Regie führte.
Sein größter Erfolg war Fords Der Sieger, für den er und Winton C. Hoch mit dem Oscar für die beste Kamera ausgezeichnet wurden. Stout ist bis heute der einzige Kameramann, der als Bestandteil der Second Unit sowohl für einen Oscar nominiert wurde als auch diesen gewinnen konnte.
Sein letzter Film war William A. Wellmans Es wird immer wieder Tag von 1954. Ein Jahr später erlitt er einen Herzinfarkt und zog sich aus dem Filmgeschäft zurück. In seiner mehr als 30 Jahre andauernden Karriere arbeitete er bei über 130 Filmen als Kameramann.

## Filmografie (Auswahl)
- 1923: Die Zehn Gebote (The Ten Commandments)
- 1924: Deserteure des Lebens (Feet of Clay)
- 1925: Prärieteufel (The Thundering Herd) (Kamera-Assistent)
- 1925: Im Tale der wilden Pferde (Wild Horse Mesa) (Kameraführer)
- 1930: Orkan (Derelict)
- 1932: Self-Defense
- 1933: Flammenreiter (Sunset Pass)
- 1934: US Marshal John (The Star Packer)
- 1934: Rodeo (The Man from Utah)
- 1934: Showdown am Adlerpaß (Blue Steel)
- 1935: Westwärts! (Westward Ho)
- 1935: Der Rodeo-Raub (The Desert Trail)
- 1935: Nevada
- 1937: … dann kam der Orkan (The Hurricane)
- 1938: Die Abenteuer des Marco Polo (The Adventures of Marco Polo)
- 1938: Der gejagte Professor (Professor Beware)
- 1939: Herrscher der Meere (Rulers of the Sea)
- 1939: Drei Fremdenlegionäre (Beau Geste)
- 1944: Sommerstürme (Summer Storm)
- 1944: Es geschah morgen (It Happened Tomorrow)
- 1945: Tarzan und die Amazonen (Tarzan and the Amazons)
- 1945: Unter schwarzer Flagge (Captain Kidd)
- 1946: Banditen ohne Maske (Abilene Town)
- 1947: Tarzan wird gejagt (Tarzan and the Huntress)
- 1947: Der schwarze Reiter (The Angel and the Badman)
- 1948: Bis zum letzten Mann (Fort Apache)
- 1949: Der Berg des Schreckens (Lust for Gold)
- 1950: Rio Grande
- 1950: Lügende Lippen (Never Fear)
- 1951: Hard, Fast and Beautiful
- 1952: Der Sieger (The Quiet Man)
- 1953: Das letzte Signal (Island in the Sky)
- 1953: Wem die Sonne lacht (The Sun Shines Bright)
- 1953: Man nennt mich Hondo (Hondo)
- 1953: Ärger auf der ganzen Linie (Trouble Along the Way)
- 1954: Es wird immer wieder Tag (The High and the Mighty)